# أدلاي ستيفنسون الثاني
أدلاي إوينغ ستيفنسون الثاني (بالإنجليزية: Adlai Stevenson II) (5 فبراير 1900 - 14 يوليو 1965) هو محامي وسياسي ودبلوماسي أمريكي، عرف ببلاغته في الخطابات العامة ومساندته للقضايا التقدمية في الحزب الديمقراطي. خدم ستيفنسون في العديد من المناصب في الحكومة الاتحادية خلال الثلاثينيات والأربعينات، بما في ذلك إدارة التكيف الزراعي، الإدارة الاتحادية للكحول، وزارة البحرية الأمريكية، وزارة الخارجية الأمريكية. وفي عام 1945، عمل في اللجنة التي أسست الأمم المتحدة، وكان عضوا في وفود البلاد الأولية إلى الأمم المتحدة. وكان حاكم ولاية إيلينوي الحادي والثلاثين من 1949 إلى 1953، وحصل على ترشيح الحزب الديمقراطي للرئاسة في انتخابات 1952 و 1956.
تلقى ستيفنسون هزيمة ساحقة في السباقين أمام الجمهوري دوايت آيزنهاور. وسعى للحصول على ترشيح الحزب الديمقراطي للرئاسة للمرة الثالثة في انتخابات عام 1960، ولكن البطاقة كانت من نصيب السيناتور جون كينيدي من ماساتشوستس. وعينه الرئيس كينيدي بعد انتخابه سفيرا للبلاد لدى الأمم المتحدة. خدم ستيفنسون في هذا المنصب من 1961 إلى 1965. توفي في 14 يوليو 1965 بسبب قصور في القلب (بعد أن تعرض لنوبة قلبية) في لندن، عقب حضوره لمؤتمر للأمم المتحدة في سويسرا. تلقى جنازة عامة في مدينة نيويورك وواشنطن العاصمة ومدينته بلومنجتون في إلينوي، ثم دفن في مدافن عائلته في مقبرة إيفرغرين في بلومينغتون.
كتب عنه المؤرخ البارز آرثر ماير شليزنجر، والذي كان يعمل كأحد كتاب خطاباته، أنه كان «شخصية إبداعية كبيرة في السياسة الأمريكية، فقد قلب الحزب الديمقراطي رأسا على عقب في الخمسينيات... وكان بالنسبة لولايات المتحدة والعالم صوت أمريكا العقلانية والمتحضرة والمتطورة، حيث جلب جيل جديد من السياسيين، وحرّك مشاعر ملايين الناس في الولايات المتحدة والعالم».

## التعليم
تعلم في جامعة برنستون، وكلية هارفارد للحقوق.

## روابط خارجية
- أدلاي ستيفنسون الثاني على موقع IMDb (الإنجليزية)
- أدلاي ستيفنسون الثاني على موقع مونزينجر (الألمانية)
- أدلاي ستيفنسون الثاني على موقع ميوزك برينز (الإنجليزية)
- أدلاي ستيفنسون الثاني على موقع إن إن دي بي (الإنجليزية)
- أدلاي ستيفنسون الثاني على موقع ديسكوغز (الإنجليزية)
- أدلاي ستيفنسون الثاني على موقع قاعدة بيانات الفيلم (الإنجليزية)